# Catharosiini
Catharosiini – plemię muchówek z rodziny rączycowatych (Tachinidae).

## Wybrane rodzaje
- Catharosia Róndani, 1868[1][2]
- Litophasia Girschner, 1887[1][3]